# Ре (Нідерланди)
Ре (нід. Rhee) — селище в нідерландській провінції Дренте. Входить до муніципалітету Ассен.
Його площа становить 1,97 км², а населення станом на 2021 рік складало 40 осіб.